# ماركو باروني
ماركو باروني (بالإيطالية: Marco Baroni)‏ (11 سبتمبر 1963 بفلورنسا في إيطاليا - ) هو مدرب كرة قدم ولاعب كرة قدم إيطالي في مركز الدفاع. شارك مع منتخب إيطاليا تحت 21 سنة لكرة القدم. أما مع النوادي، فقد لعب مع فيورنتينا ونادي أنكونا ونادي أودينيزي ونادي بادوفا ونادي بولونيا ونادي روما ونادي ليتشي ونادي مونزا ونادي نابولي وهيلاس فيرونا وUS Poggibonsi ‏ وSan Frediano Rondinella SS ‏.

## روابط خارجية
- ماركو باروني على موقع قاعدة بيانات كرة القدم.إي يو (الإنجليزية)
- ماركو باروني على موقع عالم كرة القدم.نت (الإنجليزية)